# Schnellpost
Schnellpost ("Posta celere") op.159, è una polka veloce di Johann Strauss II.
La polka Schnellpost vanta il primato di essere stata la prima fra tutte le composizioni della famiglia Strauss a venire classificata col nome di polka veloce (in tedesco polka schnell).
Lo scatenato e frenetico galopp, assai popolare nelle sale da ballo di Vienna durante gli anni 1830 e 1840, infatti, era stato classificato troppo dannoso per la salute, poiché richiedeva una buona resistenza fisica da parte dei ballerini, e venne perciò bandito dalle autorità competenti. I compositori di musica da ballo furono così obbligati a rispettare questa sentenza, e fu solo negli anni 50 dell'Ottocento che Johann Strauss cominciò a introdurre la meno frenetica (ma pur sempre veloce) polka-schnell.
Tuttavia, la Schnellpost-Polka destò ben poco interesse quando Strauss la eseguì per la prima volta durante un ballo il 27 novembre 1854 in uno stabilimento nel sobborgo di Rudolfsheim.
Analogamente ad altre composizioni che Strauss compose durante l'autunno di quell'anno, la nuova polka si scontrò con l'indifferenza del pubblico, molto più preoccupato alle devastazioni portate dall'epidemia di colera.